# Nina Badrić
Nina Badrić (Zagreb, 4 de julio de 1972) es una cantante de pop croata. Antes de iniciar su carrera como cantante era una cajera bancaria. Es muy popular en países como Serbia, Bosnia y Herzegovina, Montenegro, Eslovenia y Turquía. 

## Biografía
Badrić comenzó a cantar a los 9 años en el coro infantil  Zvjezdice (Pequeñas Estrellas). Con ese coro viajó a muchos países, grabó varios discos y adquirió una gran experiencia en el canto coral, solista y gospel. Rápidamente fue convirtiéndose en una de las principales cantantes de su país, firmando en 1995 un contrato discográfico con Croatia Records y empezando así su carrera en solitario.
Nina se casó en septiembre de 2006 con el que había sido su novio desde hacía mucho tiempo, Bernard Krasnić, del que se divorció en 2012.

## Trayectoria
Ella compitió 4 veces en Dora, una selección Croata para participar en el Festival de la Canción de Eurovisión. Obtuvo la 7° posición en 1993 con Ostavljam te, la 10° posición en 1994 con Godine nestvame, la 18° posición en 1995 con Odlazis zauvijek, y quedó en segunda posición en 2003 con la canción Čarobno jutro, que quedó a menos de diez puntos de la primera posición. Tras ser elegida internamente, Nina representó a Croacia en el Festival de la Canción de Eurovisión 2012 que se celebró en Bakú, Azerbaiyán con la canción Nebo. Participó en la segunda semifinal celebrada el 24 de mayo de 2012, no logrando clasificarse a la final, pese a que el jurado profesional valoró la candidatura haciendo que quedara séptima según dicha votación , pero debido a la votación del televoto la cantante como se mencionó antes no logró clasificarse, quedando en la decimosegunda posición de su semifinal.
Tras su paso por el festival de Eurovisión, la cantante croata publicó varios singles entre los que destacan Czenja o Vjetrenjace, este último rodándose en Nueva York; esta también efectuó varios duetos entre los que cabe destacar el dueto con Mirza Šoljanin con su canción Duše su se srele, así como el dueto con el famoso cantante Zeljko Vasic con su canción Lozinka za raj.
El dieciocho de junio de 2015, Nina lanzó su último single, titulado Vise smo od prijatelja.
Badric también ha sido imagen de marcas de ropa o de joyería, entre ellas cabe destacar la campaña de Frederique Constant, Frey Wille o Azel France BiH, o la marca oriflame donde fue la imagen de un nuevo perfume; así como revistas como Grazia o Vogue. Como también ha promocionado la marca francesa Citroën en Croacia
Badrić a principios de agosto de 2015, publicó el sencillo cipele, otra vez bajo la misma discografía Aquarius Récord; para esta ocasión la cantante se tiñó el cabello de rubio; cosa que también utilizará para una campaña publicitaria. El 25 de mayo de 2016, lanzó su último single titulado Dani i Godine. El 22 de diciembre de 2016, hizo la banda sonora de la película Stado, la canción que la misma interpretó fue la canción Ljubav za tebe
El 7 de marzo de 2020, realizó un concierto en el Arena Zagreb, que conmemoró su carrera en la música en sus más de 30 años desde sus inicios, este fue el más grande en la carrera de Badric.

## Discografía
Álbumes de estudio
- Godine nestvarne (Croatia, 1995)
- Personality (Zg Zoe Music, 1997)
- Unique (Croatia, 1999)
- Nina (Croatia, 2000)
- Ljubav (Aquarius, 2003)
- 07 (Aquarius, 2007)
- NeBo (Aquarius, 2011)
- Ceznja (Aquarius, 2013) (single)
- Dan D (Aquarius, 2014) (single)
- Vjetrenjace (Aquarius, 2014) (single)
- Vise smo od prijatelja (Aquarius, 2015) (single)
- Cipele (Aquarius, 2015) (single)
- Dani i Godine (Aquarius, 2016) (single)
- Vrati Me (Aquarius, 2017) (single)
- Mijenja se vrijeme (Aquarius, 2017) (single)
- Rekao si (Aquarius, 2018) (single)
- Volim te, volim (Aquarius, 2019) (single)
- Ratujem s tugom (Aquarius, 2019) (single)
- Da biram (Aquarius, 2020) (single)

## Galería

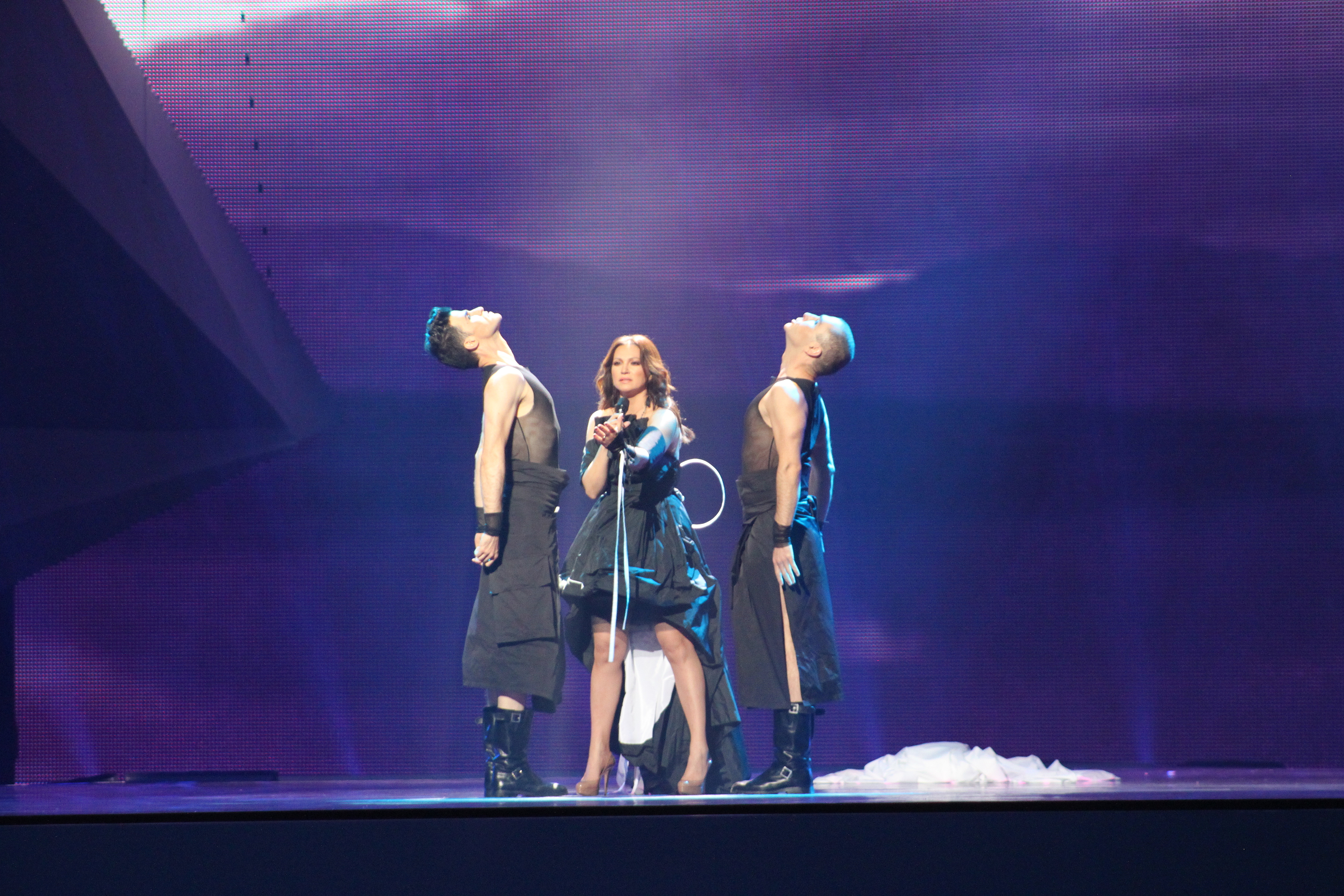
Nina Badrić en Bakú (2012)

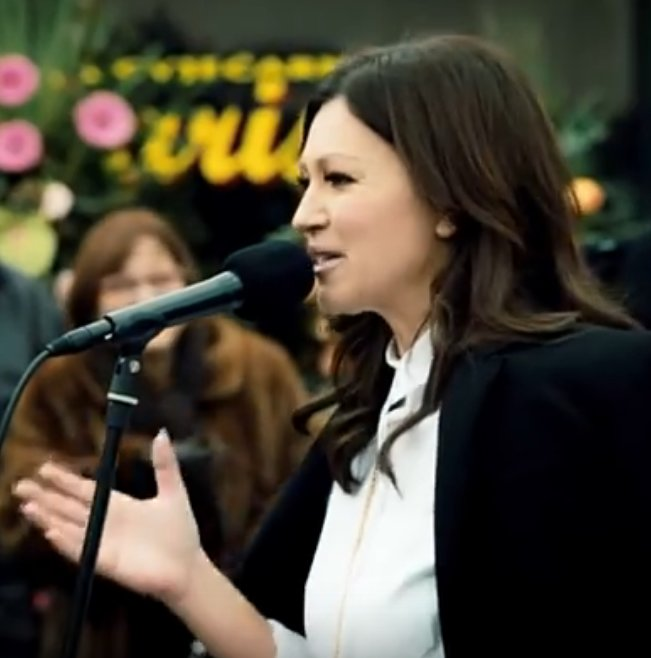
La cantante Nina Badric en el programa Slep Sou